# شتمن
شتمن (به آلمانی: Stemmen) یک شهر در آلمان است که در Fintel واقع شده‌است. شتمن ۹۰۴ نفر جمعیت دارد.